# Nyingma

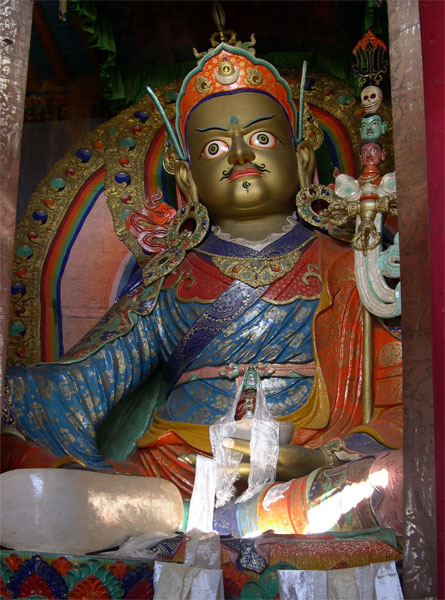
Staty av Padmasambhava i Ladakh.

Nyingma (tibetanska: རྙིང་མ་; Wylie: rnying ma) är den äldsta av de olika inriktningarna av tibetansk buddhism, och benämner Padmasambhava som grundare till traditionen. Det som särskiljer nyingma gentemot de andra inriktningarna inom tibetansk buddhism är bland annat dess indelning av den buddhistiska läran i nio hjul, samt de mer avancerade utövningsformerna som nyingma använder sig av i de tre sista hjulen i denna indelning. En av de utmärkande utövningsformerna för nyingma är dzogchen.

## Historik
Nyingma har sitt ursprung i de buddhistiska lärdomarna som cirkulerade i Tibet under kung Tri Songdetsens tid. Buddhister under denna tid ansåg sig dock inte tillhöra någon särskild inriktning, utan det var först när de nya tibetanska inriktningarna etablerade sig som utövare av den tidigare traditionen särskilde sig från de nya inriktningarna genom att kalla sin tradition för nyingma.
Nyingmas härstammar från många olika buddhistiska lärare från 700-talet och tidigare. Den viktigaste av dessa är Padmasambhava, som blev lärd av Jambel Shé Nyen och Garap Dorjé. Padmasambhava anses av nyingmas följare vara grundaren av deras tradition, och vördas av dem som den andra buddhan. Han hade en huvudsaklig lärjunge, Yeshe Tsogyal, och 25 chefslärjungar, som alla hjälpte till att etablera hans lära i Tibet. En del av dessa anses även ha återfötts i Tibet igen vid ett senare tillfälle, för att hitta Padmasambhavas undangömda lärdomar (gter mor).

## Lära
Nyingma delar in den buddhistiska läran i nio hjul (yāna). Dessa hjul anses representera den gradvisa andliga utvecklingen hos utövaren, men alla utövare går inte igenom alla hjul under en och samma livstid. Vanligtvis tar utövaren först tillflykt i de tre juvelerna, lär sig att meditera och tar diverse löften. Därefter tar de bodhisattvalöften och lär sig om mahayana, och till sist hoppar de vanligtvis över ett antal av de tantriska hjulen, för att utöva någon av de högre tantriska hjulen i enlighet med deras egna förutsättningar.
De tre första hjulen benämns till som hjul av orsak, då dessa innehåller utövningsformer som anses hjälpa en på vägen mot buddhaskap. De sex tantriska hjulen benämns till som hjul av resultat, då grunden av de tantriska utövningsformerna som dessa hjul innehåller tar själva buddhaskapet som grunden för utövandet. I dessa hjul har utövaren inställningen att alla varelser redan är buddhor, men att allas buddhaskap är dold bakom en rad olika hinder. Genom olika tantriska tekniker inom de tantriska hjulen, blir utövaren mer bekant med buddhaskapet och de olika hindren som döljer buddhaskapet undanröjs.

### Orsakshjulen
1. Sravakayana:[4][5][2] de huvudsakliga delarna av detta hjul är moralisk träning, meditation, visdom och de fyra ädla sanningarna.[2]
2. Pratyekabuddhayana:[4][5][2], benämns tillsammans med sravakayana som en del av hinayana.[2] Den huvudsakliga läran i detta hjul är läran om karma.[2]
3. Bodhisattvayana:[4][5][2] de huvudsakliga lärdomarna inom detta hjul är sunyata, medlidande gentemot alla medvetna varelser, samt bodhicitta — att sträva mot buddhaskap i syfte att kunna befria alla medvetna varelser från lidande.[2]

### Resultathjulen
Resultathjulen delas även in i två ytterligare kategorier: yttre och inre hjul/tantror. Den största skillnaden mellan dessa är att i de yttre tantrorna anses inte utövaren kunna nå buddhaskap i detta liv, något som utövaren dock anses kunna göra inom de inre tantrorna. Det som särskiljer nyingma gentemot övrig tantrisk buddhism är i synnerhet de utövningsformer som förekommer inom de inre tantrorna.

#### Yttre tantror
1. Kriyayoga-yana, som fokuserar på rituell rening av utövarens, kropp, tal och sinne. Inom den gudsyoga som används inom kriyayoga visualiseras guden som extern från utövaren, där guden dyrkas som mästare till utövaren.[2]
2. Upayoga-yana är likadant som kriyayoga, föurtom att guden som visualiseras inom gudsyogan ses som en jämlike gentemot utövaren.[2]
3. Yoga-yana, där alla fenomen betraktas som tomma och bortom koncept. Inom gudsyogan som används inom yoga-yana visualiserar utövaren sig själv som en gud, och diverse ritualer används som offergåvor till guden.[2]

#### Inre tantror
1. Mahayoga-yana, som anses vara bäst lämpad för de vars huvudsakliga hinder för att nå buddhaskap är aggression. Den absoluta sanningen inom mahayoga-yana är att alla fenomen är en produkt av sinnet och dharmakaya. Inom gudsyogan som används i mahayoga-yana visualiserar utövaren sig själv som guden, tillsammans med ett kvinnligt gemål. Alla fenomen runt omkring utövaren visualiseras då samtidigt som en manifestation av guden. [2]
2. Anuyoga-yana, som anses vara bäst lämpad för de vars huvudsakliga hinder för att nå buddhaskap är oönskvärda begär. Inom anuyoga-yana sker inte mycket meditation på gudar, utan istället mediterar utövaren på kroppen och olika chakran och vindar inom kroppen, samt på medvetandet. Inom anuyoga betraktas verkligheten som en manifestation av alla gudar och deras rena buddhafält.[2]
3. Atiyoga-yana, som anses vara bäst lämpad för de vars huvudsakliga hinder för att nå buddhaskap är inbillning. Atiyoga-yana baserar sig främst på läran om dzogchen.[2]

##### Dzogchen
Dzogchen är en lära som av dess följare anses grunda sig i Nagarjunas lära madhyamaka. I dzogchen benämns buddhaskap som oseparerbar från vägen mot buddhaskap, och utövaren undersöker grundligt sinnet och dess natur utan att använda sig av olika visualiseringstekniker. Dzogchen benämns som överlägsen övriga tantriska tekniker, som förlitar sig på diverse visualiseringstekniker. Dzogchen säger sig istället undersökta sinnet direkt. Trots att dzogchen benämns som den snabbaste vägen till buddhaskap och att den saknar tydliga och externt observerbara aktiviteter, anses dzogchen bara vara lämpad för mycket få avancerade utövare. En annan viktig faktor för att dzogchen ska fungera, är att utövaren måste ha en upplyst lärare som instruerar utövaren i dzogchen.

## Kanoniska skrifter
Nyingma har en egen skriftkanon, som kallas för nyingmas samling tantror (rnying ma rgyud ’bum). Denna skriftsamling är inte en ersättning, utan ett komplement till den tibetanska buddhismens skriftkanon, då nyingma även erkänner denna skriftsamling som kanonisk. Nyingmas samling tantror består av olika tantriska skrifter som ansågs vara apokryfiska av de 3 nyare inriktningarna, men som av nyingma ansågs vara kanoniska. Skriftsamlingen består av två typer av texter: gter ma och bka' ma. En gter ma är en skrift som anses ha varit undangömd i Tibet i en längre tid, och en bka' ma är en skrift som anses ha översatts till tibetanska utan att ha blivit undangömd. Gter morna anses ha blivit undangömda av bland annat Padmasambhava.

## Ngagpa
Tantriska lärare som fortfarande är lekmän är vanliga inom nyingma. Dessa kallas för ngagpa. Sådana lärare förekommer också i andra inriktningar, men nyingma har flest av dem.